# 스튜디오 1025
신혜진의 스튜디오 1025는 TBN 전북교통방송(전주 FM 102.5㎒, 장수 FM 106.1㎒)에서 평일 오전 9시부터 10시 55분까지 방송되는 전북권 지역의 아침 라디오 프로그램이다.

## 1부
- <마음에 띄우는 편지> 하루를 시작하며 내 마음의 이야기를 여러분과 함께 나눕니다. 마음에 띄우는 편지를 우리 함께 써요~
- <스튜디오, 삶>
  - 월)친절한 철학 - 원광대 철학과 이상범 교수
  - 화)인물과 건강 - 삼성여성한의원 안점우 원장
  - 수)시를 띄우다 - 시평론가 김정배 교수
  - 목)이아진의 역공 - 상산고등학교 역사교사 이아진
  - 금)영화와 인생 - 김대현 영화감독

## 2부
- <스튜디오, 만남>
  - 월)생활 속 재미난 과학이야기 - 과학커뮤니케이터 김연석
  - 화)추억여행
  - 수)뮤직키워드 - 오호밴드 드러머 김은수
  - 목)전북 만나다 - 인구보건복지협회, 정신건강증진센터, 대한적십자 전북지사, 전북도청 소상공인팀
  - 금)국악브런치 - 가악프로젝트 리더 박동석
- <괜찮아 오늘도...> : 희망을 주는 이야기..